# Bases Loaded (datorspel)
Bases Loaded, känt i Japan som Moero!! Pro Yakyū (燃えろ!!プロ野球  lit. "Burn!! Pro Baseball"?), är ett baseball-videospel av Jaleco som ursprungligen utgavs för Nintendo Entertainment System. Det släpptes första gången 1987 i Japan och 1988 i Nordamerika och en Game Boy-port kom i juli 1990. 